# ぐるっとくん

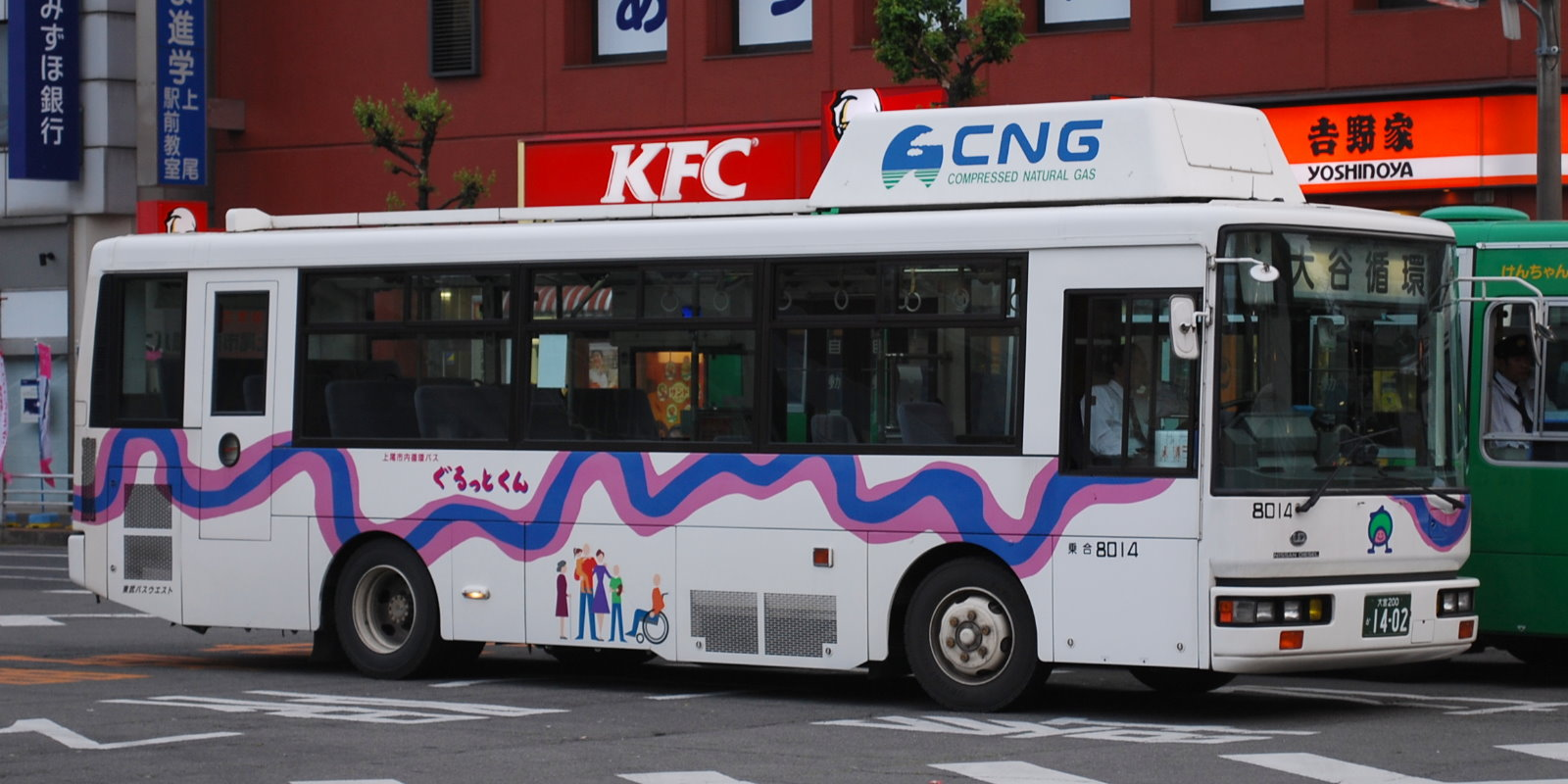
ぐるっとくん
東武バスウエストの車両
日産ディーゼル・スペースランナーRM（メーカー純正CNG車）

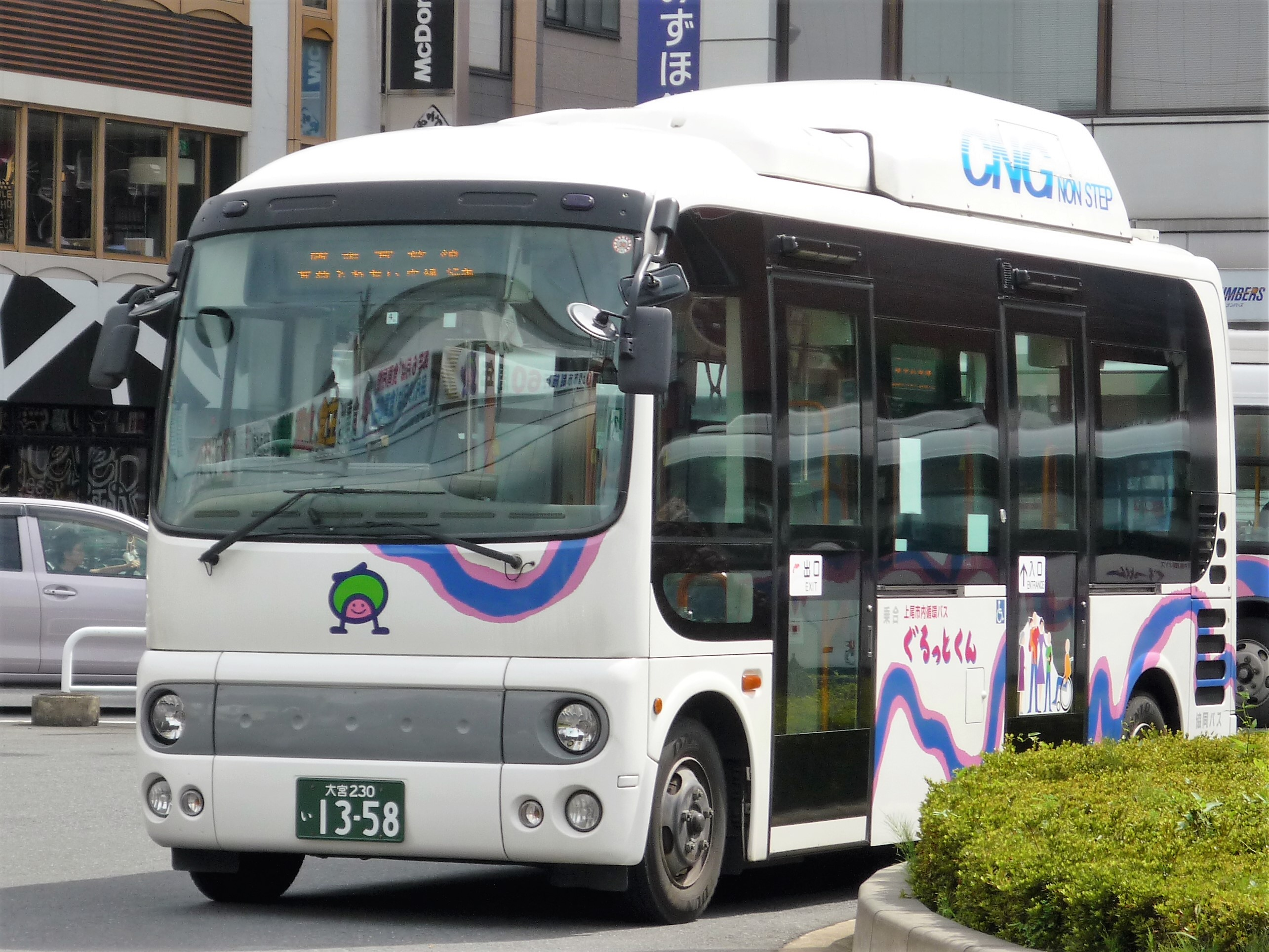
上尾市内循環バス「ぐるっとくん」
協同バスの車両
日野・ポンチョ（株式会社協同によるCNG改造車）

ぐるっとくんは、埼玉県上尾市が運行するコミュニティバスの愛称。市では上尾市内循環バス「ぐるっとくん」と案内している。東武バスウエスト上尾営業所、協同バス、丸建つばさ交通の3社に運行を委託している。
全ての路線がJR高崎線上尾駅を起終点とする循環路線である。市内循環バスと称するが、隣接するさいたま市や桶川市にもバス停留所が存在する。

## 概要
1998年（平成10年）12月2日に大石循環・大谷循環・上平循環・原市循環の4路線で運行開始。その後、新路線の追加、既存路線の延伸、新型車両の導入を行い、県内最大規模のコミュニティバス路線網を有するに至った。
2016年2月1日から新路線に細分化して再編成され、それまで市域の外縁部を周回する形で運行されていた「東西循環」は廃止された。また、スマートフォン等で現在位置や遅延情報などを確認できる「バスロケーションシステム」を導入している。2017年5月15日から上尾中央総合病院に大石桶川線、大石領家北上尾線、平方丸山公園線、平方小敷谷循環の4路線の乗り入れを開始した。
2019年9月1日から大谷循環でバス停の追加と名称変更が行われた。
2025年4月1日から時刻・一部の運行ルート・運行担当事業者が変更され、運賃も100円から200円へ値上げされた。

## 運行担当事業者
（2025年4月1日から）
- 東武バスウエスト（上尾営業所） - 平方丸山公園線、平方小敷谷循環
- 協同バス - 上平箕の木循環、上平菅谷北上尾線、大石桶川線、大石領家北上尾線
- 丸建つばさ交通 - 大谷循環、原市平塚循環、原市瓦葺線

### 過去の運行事業者
- 2006年9月30日までは、大石、大谷、平方、東西（右）循環は川越観光自動車が担当していた。
- 2021年3月31日までは、原市平塚循環は丸建つばさ交通（旧：丸建自動車）が担当していた。
- 2021年4月1日から2025年3月31日までは、原市平塚循環は朝日自動車（菖蒲営業所）が担当していた。

## 運賃
- 200円均一（中乗り前降り・後払い）。小学生と、75歳以上（高齢者特別乗車証提示を要する）は100円[6]。未就学児は無料。
- 身体障害者手帳、療育手帳、精神障害者保健福祉手帳の全ての所持者、および身体障害者手帳第1種、または療育手帳第1種所持者の介護者1人が、無料で乗車できる。利用時はバス運転士に手帳を提示する。
- 上尾駅、北上尾駅にて1回に限り他路線への乗り継ぎ券が発券される（JR線を挟まないと利用できない）。
- 桶川駅では桶川市内循環バス「べにばなGO」に乗り継ぐ場合のみ乗り継ぎ券が発券される。
- 東武バスウエスト担当の路線では交通系ICカード（Suica、PASMO等）が使用でき、1000円札によるチャージも可能。
- 丸建つばさ交通担当路線でも交通系ICカードが使用できるものの、100円の支払い（小学生および特別乗車証を持つ高齢者）は非対応[1]。
- 協同バス担当路線ではPayPay、楽天ペイが使用可能。

## 路線

### 現行路線
※（ ）内は一部の便のみ。

#### 上尾駅西口発着
大石桶川線
- 上尾駅西口→上尾中央総合病院[注釈 1]→健康保健センター前→浅間台大公園→北上尾駅西口→大石中学校西→鴨川中央公園西→ふじ学園入口→北部浄水場北→井戸木郵便局前→桶川駅西口→井戸木郵便局前→（→ふじ学園入口→北部浄水場北）→井戸木郵便局前→桶川駅西口→井戸木郵便局前（→ふじ学園入口→北部浄水場北）→鴨川中央公園西→大石中学校西→北上尾駅西口→浅間台大公園→健康保健センター前→上尾中央総合病院[注釈 1]→上尾駅西口
  - 協同バス担当

大石領家北上尾線
- （北上尾駅西口行き）上尾駅西口→上尾中央総合病院[注釈 1]→健康保健センター前→西小学校入口→工業団地入口→大石公民館→大石中学校西→朝日公園→北上尾駅西口
- （上尾駅西口行き）北上尾駅→朝日公園→大石中学校西→大石公民館→工業団地入口→西小学校入口→健康保健センター前→上尾中央総合病院[注釈 1]→上尾駅西口
  - 協同バス担当。

平方丸山公園線
- （リハビリセンター行き）上尾駅西口→上尾中央総合病院[注釈 1]→健康保健センター前→西小学校入口→大石小学校東→アイチコーポレーション本社前（工業団地北）（→恵和園）→自然学習館→丸山公園南口→わくわくランド→リハビリセンター
- （上尾駅西口行き）リハビリセンター→わくわくランド→丸山公園南口→自然学習館（→恵和園）→アイチコーポレーション本社前（工業団地北）→大石小学校東→西小学校入口→健康保健センター前→→上尾中央総合病院[注釈 1]→上尾駅西口
  - 東武バスウエスト担当

平方小敷谷循環
- （わくわくランド先回り）上尾駅西口→上尾中央総合病院[注釈 1]→向山自治センター入口→市民体育館南→こどもの城→リハビリセンター→わくわくランド→丸山公園入口→太平中学校前→こどもの城→向山自治センター入口→上尾中央総合病院[注釈 1]→上尾駅西口
- （小敷谷先回り）上尾駅西口→上尾中央総合病院[注釈 1]→向山自治センター入口→市民体育館南→こどもの城→太平中学校前→丸山公園入口→わくわくランド→リハビリセンター→こどもの城→市民体育館南→向山自治センター入口→上尾中央総合病院[注釈 1]→上尾駅西口
  - 東武バスウエスト担当

大谷循環（2019年9月1日～）
- （地頭方先回り）上尾駅西口→西宮下→南中学校西→大谷小学校入口→花の丘公園→聖学院大学→南中学校西→西宮下→上尾駅西口
- （戸崎先回り）上尾駅西口→西宮下→南中学校西→聖学院大学→花の丘公園→大谷小学校入口→南中学校西→西宮下→上尾駅西口
  - 丸建つばさ交通担当

#### 上尾駅東口発着
上平箕の木循環
- 上尾駅東口→市役所前→図書館入口→北上尾駅東口→上平小学校入口→上平保育所前→上郷西→上平保育所前→上平小学校入口→北上尾駅東口→図書館入口→市役所前→上尾駅東口
  - 協同バス担当

上平菅谷北上尾線
- （北上尾駅東口行き）上尾駅東口→市役所前→アッピーランド→上平公園南口→上平中学校入口→（須ケ谷集落センター）→上尾税務署前→しらこばと団地→北上尾駅東口
- （上尾駅東口行き）北上尾駅東口→しらこばと団地→上尾税務署前→(須ケ谷集落センター)→上平中学校入口→上平公園南口→アッピーランド→市役所前→上尾駅東口
  - 協同バス担当

原市平塚循環
- （平塚先回り）上尾駅東口→市役所前→アッピーランド→平塚公園→総合福祉センター→平塚サッカー場→沼南駅→原市駅→水上公園入口→上尾運動公園前→上尾駅東口
- （原市先回り）上尾駅東口→上尾運動公園前→水上公園入口→原市駅→沼南駅→平塚サッカー場→総合福祉センター→平塚公園→アッピーランド→市役所前→上尾駅東口
  - 丸建つばさ交通担当

原市瓦葺線
- （原市瓦葺行き）上尾駅東口→大宮卸売市場→沼南駅→原市公民館入口→尾山台小学校→尾山台出張所前→原市駅→瓦葺ふれあい広場
- （上尾駅東口行き）瓦葺ふれあい広場→原市駅→尾山台出張所前→尾山台小学校→原市公民館入口→沼南駅→大宮卸売市場→上尾運動公園入口→上尾駅東口
  - 丸建つばさ交通担当

### 過去の路線（～2025年3月31日）
上尾中央総合病院は2017年5月15日より乗り入れ。日曜・祝日は停車しない。

#### 上尾駅西口発着
大石桶川線
- 上尾駅西口→上尾中央総合病院→保健センター前→浅間台大公園→北上尾駅西口→大石中学校西→鴨川中央公園西→大石保育所入口（→ふじ学園入口→北部浄水場北）→井戸木郵便局前→桶川駅西口→井戸木郵便局前（→ふじ学園入口→北部浄水場北）→大石保育所前→鴨川中央公園西→大石中学校西→北上尾駅西口→浅間台大公園→保健センター前→上尾駅西口

大石領家北上尾線
- （北上尾駅行き)上尾駅西口→上尾中央総合病院→保健センター前→西小学校入口→工業団地入口→大石公民館→大石中学校西→朝日公園→北上尾駅西口
- (上尾駅行き)北上尾駅→朝日公園→大石中学校西→大石公民館→工業団地入口→西小学校入口→保健センター前→上尾駅西口

平方丸山公園線
- （リハビリセンター行き）上尾駅西口→上尾中央総合病院→保健センター前→西小学校入口→大石小学校東→工業団地北（→恵和園）→自然学習館→丸山公園南口→わくわくランド→リハビリセンター
- （上尾駅西口行き）リハビリセンター→わくわくランド→丸山公園南口→自然学習館（→恵和園）→工業団地北→大石小学校東→西小学校入口→保健センター前→→上尾中央総合病院→上尾駅西口

平方小敷谷循環
- (わくわくランド先回り)上尾駅西口→向山自治センター入口→市民体育館南→こどもの城→リハビリセンター→わくわくランド→丸山公園入口→太平中学校前→こどもの城→向山自治センター入口→上尾駅西口
- (小敷谷先回り)上尾駅西口→向山自治センター入口→市民体育館南→こどもの城→太平中学校前→丸山公園入口→わくわくランド→リハビリセンター→こどもの城→市民体育館南→向山自治センター入口→上尾駅西口

大谷循環（2019年9月1日～）
- 日産先回り
  - 上尾駅西口→西宮下→南中学校西（「シルバー人材センターから」名称変更）→大谷小学校入口→花の丘公園→戸崎公園→聖学院大学→南中学校西→西宮下→上尾駅西口
- 戸崎先回り
  - 上尾駅西口→西宮下→南中学校西→聖学院大学→戸崎公園→花の丘公園→大谷小学校入口→南中学校西→西宮下→上尾駅西口
- 内回り(朝時間帯･夜時間帯)
  - 上尾駅西口→西宮下→南中学校西→大谷小学校入口→南中学校西→西宮下→上尾駅西口

＊以上5路線は東武バスウエスト担当
原市瓦葺線
- 瓦葺ふれあい広場行き
  - 上尾駅西口→大宮卸売市場→沼南駅→原市公民館入口→尾山台小学校→尾山台出張所前→原市駅→瓦葺ふれあい広場
- 上尾駅西口行き
  - 瓦葺ふれあい広場→原市駅→尾山台出張所前→尾山台小学校→原市公民館入口→沼南駅→大宮卸売市場→上尾運動公園入口→上尾駅西口

＊協同バス担当

#### 上尾駅東口発着
上平箕の木循環
- 上尾駅東口→市役所前→図書館入口→北上尾駅東口→上平小学校入口→上平保育所前→上郷広場前→上平保育所前→上平小学校入口→北上尾駅東口→図書館入口→市役所前→上尾駅東口

上平菅谷北上尾線
- 北上尾駅東口行
- 上尾駅東口→市役所前→アッピーランド→上平公園南口→上平中学校入口→（須ケ谷集落センター）→上尾税務署前→しらこばと保育所前→北上尾駅東口
- 上尾駅東口行
- 北上尾駅東口→しらこばと保育所前→上尾税務署前→(須ケ谷集落センター)→上平中学校入口→上平公園南口→アッピーランド→市役所前→上尾駅東口

＊以上2路線は協同バス担当
原市平塚循環
- 市役所先回り
  - 上尾駅東口→市役所前→アッピーランド→平塚公園→総合福祉センター→平塚サッカー場→沼南駅→原市駅→水上公園入口→上尾運動公園前→上尾駅東口
- 水上公園先回り
  - 上尾駅東口→上尾運動公園前→水上公園入口→原市駅→沼南駅→平塚サッカー場→総合福祉センター→平塚公園→アッピーランド→市役所前→上尾駅東口

＊朝日自動車担当

### 過去の路線（～2018年8月31日）

#### 上尾駅西口発着
大谷循環
- 日産先回り
  - 上尾駅西口→西宮下→シルバー人材センター→大谷小学校入口→花の丘公園→聖学院大学→シルバー人材センター→西宮下→上尾駅西口
- 戸崎先回り
  - 上尾駅西口→西宮下→シルバー人材センター→聖学院大学→花の丘公園→大谷小学校入口→シルバー人材センター→西宮下→上尾駅西口
- 内回り(朝時間帯･夜時間帯)
  - 上尾駅西口→西宮下→シルバー人材センター→大谷小学校入口→シルバー人材センター→西宮下→上尾駅西口

### 過去の路線（～2016年1月31日）

#### 上尾駅西口発着
※（ ）内は一部の便のみ。
東西循環
- 左回り
  - 上尾駅西口→水上公園南→沼南駅→原市駅→平塚公園→上尾税務署前→上平支所公民館→しらこばと団地北→北上尾駅西口→大石支所公民館→リハビリセンター→わくわくランド→太平中学校南→シルバー人材センター→上尾駅西口
- 右回り
  - 上尾駅西口→シルバー人材センター→太平中学校南→わくわくランド→リハビリセンター→大石支所公民館→北上尾駅西口→しらこばと団地北→上平支所公民館→上尾税務署前→平塚公園→沼南駅→原市駅→水上公園南→上尾運動公園入口→上尾駅西口

大石循環
- 三井住宅先回り
  - 上尾駅西口→保健センター前→三井住宅→畔吉集会所→大石支所公民館→（藤波団地）→井戸木記念会館→北上尾駅西口→浅間台大公園→保健センター前→上尾駅西口
- 北上尾駅先回り
  - 上尾駅西口→保健センター前→浅間台大公園→北上尾駅西口→井戸木記念会館→（藤波団地）→大石支所公民館→畔吉集会所→三井住宅→保健センター前→上尾駅西口

大谷循環
- 日産先回り
  - 上尾駅西口→西宮下→シルバー人材センター→日産正門前→上尾南高校前→（花の丘公園→聖学院大学）→シルバー人材センター→西宮下→上尾駅西口
- 戸崎先回り
  - 上尾駅西口→西宮下→シルバー人材センター→（聖学院大学→花の丘公園）→上尾南高校前→日産正門前→シルバー人材センター→西宮下→上尾駅西口

平方循環
- 小泉先回り
  - 上尾駅西口→保健センター前→領家農村センター→（恵和園）→自然学習館→丸山公園南口→リハビリセンター→わくわくランド→太平中学校南→こどもの城→市民体育館南→上尾駅西口
- 日産先回り
  - 上尾駅西口→市民体育館南→こどもの城→太平中学校南→わくわくランド→リハビリセンター→丸山公園南口→自然学習館→（恵和園）→領家農村センター→保健センター前→上尾駅西口

#### 上尾駅東口発着
上平循環
- 上平公園先回り
  - 上尾駅東口→アッピーランド→上平公園南口→上尾税務署前→しらこばと団地北→北上尾駅入口→図書館入口→市役所前→上尾駅東口
- 図書館先回り
  - 上尾駅東口→市役所前→図書館入口→北上尾駅入口→しらこばと団地北→上尾税務署前→上平公園南口→アッピーランド→上尾駅東口

原市循環
- 市役所先回り
  - 上尾駅東口→市役所前→アッピーランド→上平公園南口→平塚公園→沼南駅→原市駅→水上公園入口→上尾運動公園前→上尾駅東口
- 水上公園先回り
  - 上尾駅東口→上尾運動公園前→水上公園入口→原市駅→沼南駅→平塚公園→上平公園南口→アッピーランド→市役所前→上尾駅東口

## 車両
市内にはUDトラックス（旧：日産ディーゼル）本社があり、ガススタンドが整備されているため、同社製の圧縮天然ガスを燃料とするCNGバスを中心として積極的に導入している。
協同バスでは、関連会社の株式会社協同がCNG改造した日野・ポンチョを使用している。ポンチョのCNG改造を行っているのは同社のみであるため、協同バスが受託するぐるっとくんと久喜市内循環バスで見られる全国的にも珍しい仕様となっている。
各社共通の専用カラーの車両が使用されるが、東武バスでは一般路線色の車両も存在する。
かつて受託していた丸建自動車では、オムニノーバ・マルチライダーを使用していた。